# The Stepford Wives
The Stepford Wives (publicada en español como Las poseídas de Stepford, Las mujeres perfectas y Las esposas de Stepford) es una novela de 1972, escrita por el autor de Rosemary's Baby Ira Levin. Se han adaptado dos películas de la novela, la primera protagonizada por la actriz Katharine Ross en el papel principal, estrenada en 1975, mientras que un remake protagonizado por Nicole Kidman se lanzó en 2004. Edgar J. Scherick produjo la versión de 1975 (así como todas las secuelas) y fue acreditado como productor del remake de 2004.

## Argumento
La novela implica a los hombres casados de la ciudad ficticia de Stepford, Connecticut, y a sus esposas, sumisas y siempre hermosas. La protagonista es Joanna Eberhart, una fotógrafa en ciernes, que se muda con su marido Walter y sus hijos a Stepford, impacientes por comenzar una nueva vida. Mientras pasa el tiempo, ella se desconcierta cada vez más por las mujeres de ese lugar siempre bien arregladas y sonrientes.
Joanna entabla relación con una mujer muy afín a ella, Bobbie Markowitz, y con Charmaine, una joven ama de casa que lleva algunos meses viviendo en Stepford.
Al poco tiempo Joanna comienza a sospechar que las mujeres del pueblo en realidad son robots hechos por los hombres de ese lugar a semejanza de sus mujeres, a las que habían asesinado para poder crear las mecánicas. La primera en cambiar de conducta radicalmente es Charmaine, lo cual pone sobre aviso a Bobbie, que comienza a comportarse de forma paranoica y decide mudarse cuanto antes, tratando de convencer a Joanna de que haga lo mismo. Ella no le da mucho crédito, pero al ver cómo Bobbie es la siguiente en ser transformada a los cuatro meses de estar viviendo allí, comprende que todo era cierto, y se resuelve a investigar qué está sucediendo en Stepford antes de que le toque su turno.
En el epílogo de la historia, Joanna se había convertido en otra ama de casa de Stepford comprando víveres en el supermercado y se saluda con Ruthanne, una nueva vecina negra que se muda algo después que ella, la cual dan a entender es la próxima víctima de esta conspiración.

## Adaptaciones
The Stepford Wives ha sido adaptada al cine en numerosas oportunidades. La más famosa fue la versión de 1975, titulada Las esposas de Stepford y protagonizado por Katharine Ross, Paula Prentiss, Peter Masterson y Tina Louise. La película conservó el mismo aire de misterio y terror de la novela. En 1980 se estrenó una secuela del film, la cual lleva por nombre Revenge of the Stepford Wives y que fue producida para televisión. Otra secuela fue realizada para TV bajo el nombre de The Stepford Children, y esta vez los hombres de Stepford transforman a sus jóvenes hijos en robots. En 1996 hubo una tercera secuela, The Stepford Husbands, y en ella "se voltean los roles": esta vez son las mujeres quienes quieren hacer los esposos perfectos.
En 2004 se rodó la adaptación de la original, con el mismo título (en España e Hispanoamérica: Las mujeres perfectas), protagonizado por Nicole Kidman, Bette Midler, Matthew Broderick, Christopher Walken, Roger Bart, Faith Hill, Glenn Close y Jon Lovitz. Esta versión tiene un acercamiento más humorístico y menos serio que la película original y que la novela, más cercanas al género de terror.

## En el lenguaje
El término "Stepford wife", derivado de esta novela, se utiliza en inglés (especialmente en los Estados Unidos) como una manera satírica de referirse a mujeres conformistas y que no cuestionan su supuesto rol al servicio de su esposo.